# Egmont Cycling Race Women

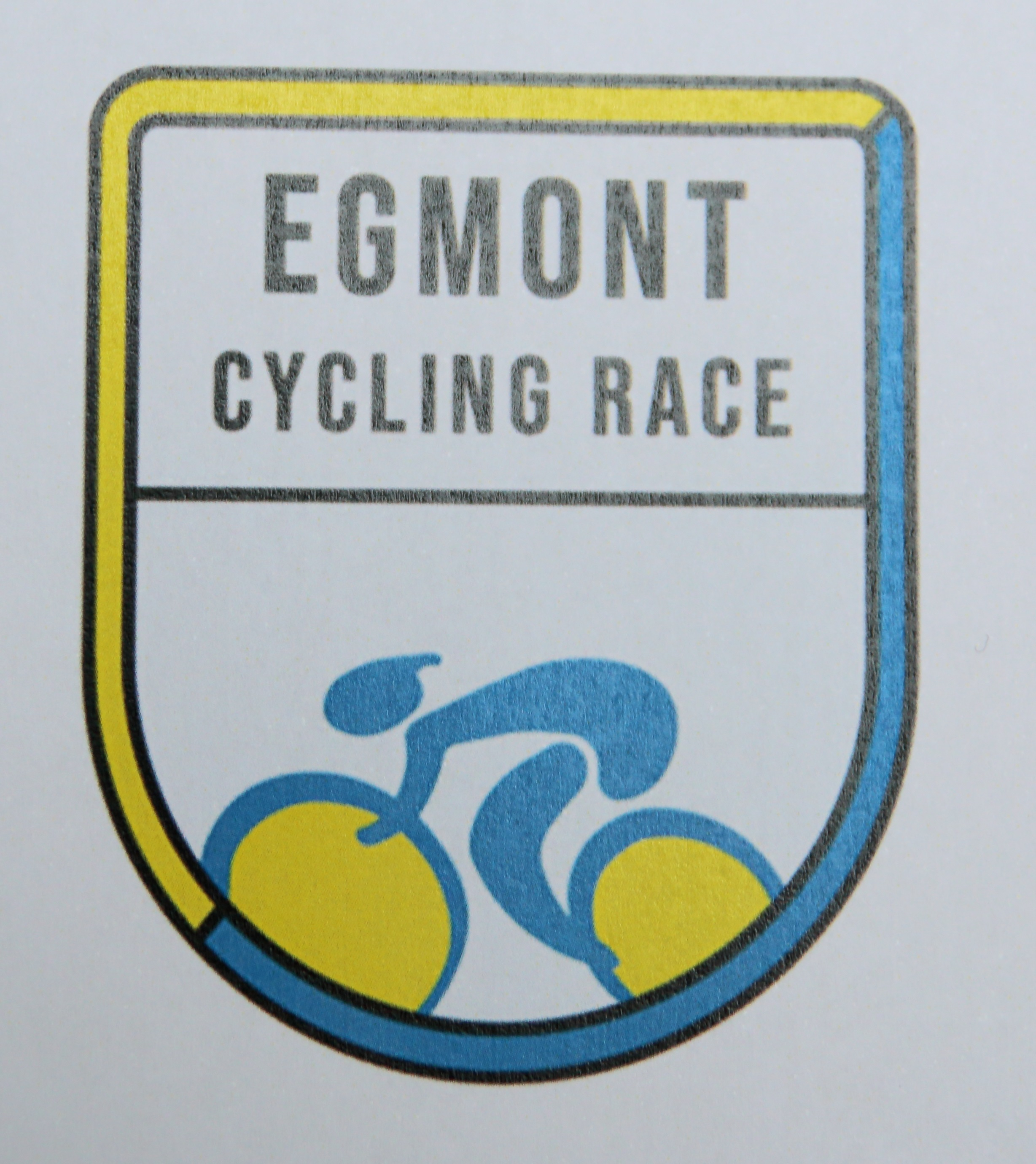

Das Egmont Cycling Race Women ist ein Straßenradrennen im Frauenradsport in Belgien.
Das Eintagesrennen wurde erstmals im Jahr 2023 ausgetragen und ist in die UCI-Kategorie 1.2 eingestuft. Es wird wie das Egmont Cycling Race der Männer vom Zottegemse Wielerclub ausgerichtet und findet zwei Tage nach dem Männerrennen statt. Wie beim Männerrennen führt die Strecke in mehreren Schleifen von Sint-Lievens-Houtem nach Zottegem in der Provinz Ostflandern im Nordwesten von Belgien, neben kurzen Anstiegen ist auch mehrfach eine Kopfsteinpflasterpassage zu bewältigen.

## Palmarès
| Jahr | Sieger        | Zweiter           | Dritter          |
| ---- | ------------- | ----------------- | ---------------- |
| 2023 | Heidi Franz   | Scarlett Souren   | Danique Braam    |
| 2024 | Lieke Nooijen | Sofie van Rooijen | Nienke Veenhoven |
| 2025 |               |                   |                  |